# Torneo di Baden-Baden 1925

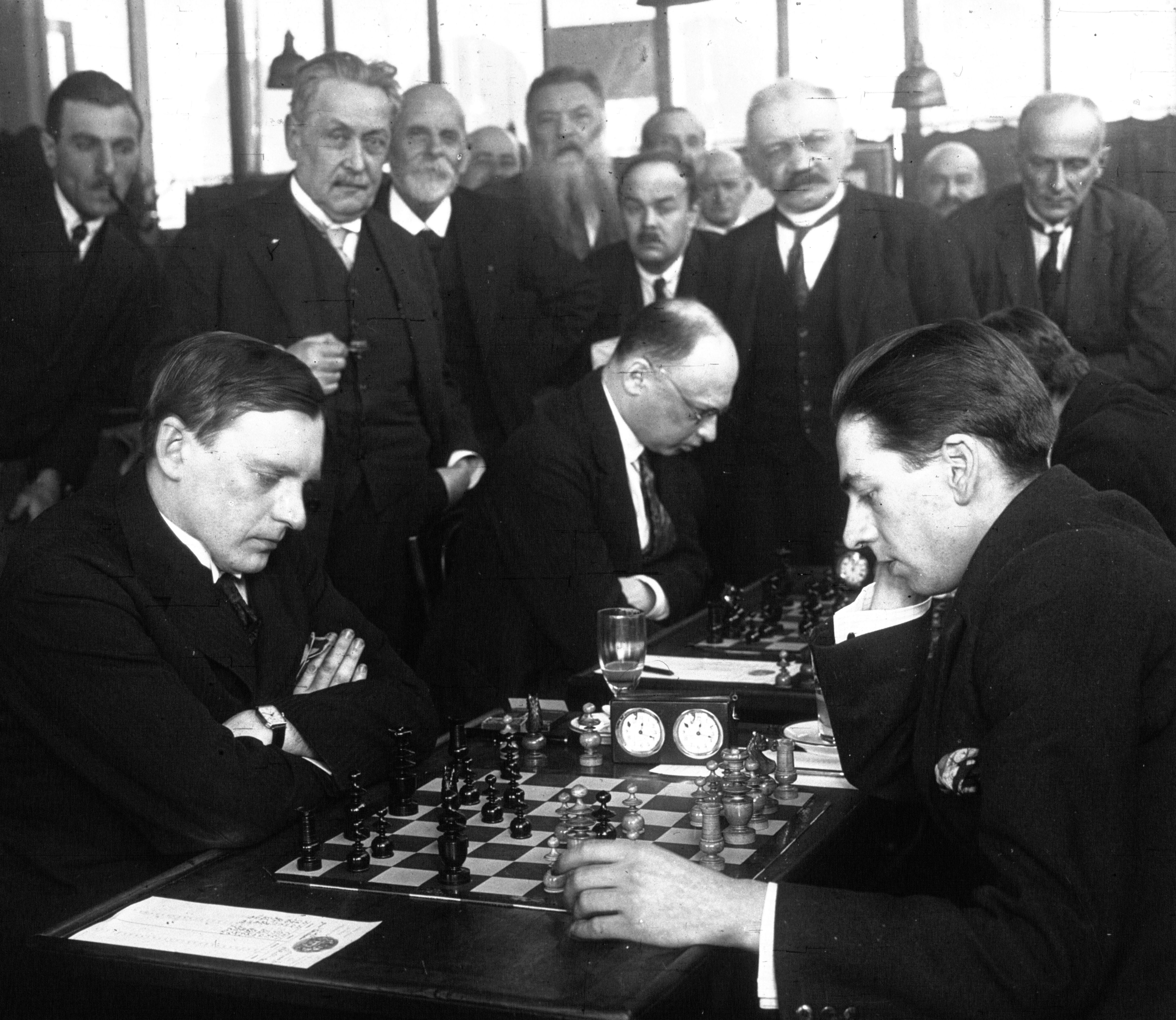
La partita tra Alechin e Edgar Colle.

Il torneo di Baden-Baden 1925 è stato il primo grande torneo internazionale di scacchi organizzato in Germania dopo la fine della prima guerra mondiale. Si è svolto a Baden-Baden dal 15 aprile al 14 maggio 1925.

## Storia
Il torneo fu voluto da Siegbert Tarrasch, che propose alle autorità municipali della cittadina termale di Baden Baden di ospitare un altro grande torneo dopo quello di Baden-Baden 1870 (vinto da Adolph Anderssen).
La proposta fu accolta e l'organizzazione fu affidata a Tarrasch. Molti giocatori accettarono l'invito a parteciparvi, ma sia il campione del mondo in carica José Raúl Capablanca che l'ex campione Emanuel Lasker chiesero una somma troppo alta per le possibilità dell'amministrazione comunale di Baden Baden. Alla fine vi parteciparono 21 giocatori, compreso lo stesso Tarrasch.
Il torneo fu vinto da Aleksandr Alechin, che dopo due anni, vincendo il match contro Capablanca a Buenos Aires, diventò il quarto campione del mondo di scacchi.

## Classifica e risultati
| #  | Giocatore                  | 1 | 2 | 3 | 4 | 5 | 6 | 7 | 8 | 9 | 10 | 11 | 12 | 13 | 14 | 15 | 16 | 17 | 18 | 19 | 20 | 21 | Totale |
| 1  | Aleksandr Alechin (FRA)    | * | ½ | 1 | ½ | 1 | ½ | 1 | ½ | 1 | ½  | 1  | 1  | ½  | ½  | 1  | ½  | 1  | 1  | 1  | 1  | 1  | 16     |
| 2  | Akiba Rubinstein (POL)     | ½ | * | ½ | ½ | ½ | 0 | ½ | ½ | ½ | 1  | ½  | 1  | 1  | 1  | 1  | 1  | ½  | 1  | 1  | 1  | 1  | 14½    |
| 3  | Friedrich Saemisch (DEU)   | 0 | ½ | * | 1 | 0 | ½ | ½ | ½ | 1 | ½  | 1  | 1  | ½  | 1  | ½  | 1  | 0  | 1  | 1  | 1  | 1  | 13½    |
| 4  | Efim Bogoljubov (DEU)      | ½ | ½ | 0 | * | 0 | 1 | 0 | 0 | 1 | 1  | 1  | 1  | 1  | ½  | 0  | 1  | ½  | 1  | 1  | 1  | 1  | 13     |
| 5  | Frank J. Marshall (USA)    | 0 | 1 | ½ | 0 | * | ½ | 0 | ½ | ½ | 1  | ½  | ½  | ½  | ½  | 1  | 1  | ½  | 1  | 0  | 1  | ½  | 12½    |
| 6  | Savelij Tartakover (POL)   | ½ | 1 | ½ | 0 | ½ | * | ½ | ½ | 1 | ½  | ½  | ½  | ½  | 1  | 1  | ½  | ½  | 1  | 1  | ½  | 1  | 12½    |
| 7  | Il'ja Rabinovič (URS)      | 0 | ½ | ½ | 1 | 0 | ½ | * | ½ | 0 | ½  | ½  | ½  | 1  | 1  | ½  | 1  | 1  | 1  | ½  | ½  | 1  | 12     |
| 8  | Ernst Grünfeld (AUT)       | ½ | ½ | ½ | 1 | ½ | ½ | ½ | * | ½ | 0  | 0  | 1  | ½  | 1  | 0  | ½  | 1  | 0  | 1  | 1  | 1  | 11½    |
| 9  | Aaron Nimzowitsch (LVA)    | 0 | ½ | 0 | 0 | ½ | 0 | 1 | ½ | * | ½  | 1  | 0  | ½  | 1  | ½  | 1  | ½  | 1  | 1  | ½  | 1  | 11     |
| 10 | Carlos Torre (MEX)         | ½ | 0 | ½ | 0 | ½ | ½ | ½ | 1 | ½ | *  | ½  | 0  | ½  | 0  | 1  | ½  | ½  | ½  | 1  | 1  | 1  | 10½    |
| 11 | Richard Réti (CSK)         | 0 | ½ | 0 | 0 | 1 | ½ | ½ | 1 | 0 | ½  | *  | ½  | 1  | 1  | ½  | ½  | ½  | 0  | 1  | 0  | 1  | 10     |
| 12 | Karel Treybal (CSK)        | 0 | 0 | 0 | 0 | ½ | ½ | ½ | 0 | 1 | 1  | ½  | *  | ½  | 1  | 0  | ½  | ½  | 1  | 1  | ½  | 1  | 10     |
| 13 | Rudolf Spielmann (AUT)     | ½ | 0 | 0 | 0 | ½ | ½ | 0 | ½ | ½ | ½  | 0  | ½  | *  | 1  | 1  | 1  | 0  | 1  | ½  | 1  | 1  | 10     |
| 14 | Carl Carls (DEU)           | ½ | 0 | ½ | ½ | ½ | ½ | 0 | 0 | 0 | 1  | 0  | 0  | 0  | *  | 0  | 1  | 1  | ½  | 1  | 1  | 1  | 9      |
| 15 | Frederick Yates (GBR)      | 0 | 0 | 0 | 1 | ½ | 0 | ½ | 1 | ½ | 0  | ½  | 1  | 0  | 1  | *  | 1  | 1  | ½  | ½  | ½  | 1  | 8      |
| 16 | Rosselli del Turco (ITA)   | ½ | 0 | ½ | 0 | ½ | 0 | 0 | ½ | 0 | ½  | ½  | ½  | 0  | 0  | 1  | *  | 1  | 1  | 0  | ½  | ½  | 7½     |
| 17 | Siegbert Tarrasch (DEU)    | 0 | ½ | 1 | ½ | 0 | ½ | 0 | 0 | ½ | ½  | ½  | ½  | 1  | 0  | 1  | 0  | *  | ½  | 0  | 0  | ½  | 7½     |
| 18 | Edgar Colle (BEL)          | 0 | 0 | 0 | 0 | 0 | ½ | 0 | 1 | 0 | ½  | 1  | 0  | 0  | ½  | 1  | 0  | ½  | *  | 0  | 1  | 1  | 7      |
| 19 | Jacques Mieses (DEU)       | 0 | 0 | 0 | 0 | ½ | 0 | ½ | 0 | 0 | 0  | 0  | 0  | ½  | 0  | 0  | 1  | 1  | 1  | *  | 1  | 1  | 6½     |
| 20 | George Alan Thomas (GBR)   | 0 | 0 | 0 | 0 | 0 | ½ | ½ | 0 | ½ | 0  | 1  | ½  | 0  | 0  | 1  | ½  | 1  | 0  | 0  | *  | ½  | 6      |
| 21 | Jan Willem te Kolsté (NLD) | 0 | 0 | 0 | 0 | 0 | 0 | 0 | 0 | 0 | 0  | 0  | 0  | 0  | 0  | 0  | ½  | ½  | 0  | 0  | ½  | *  | 1½     |